# Nils Rosenquist af Åkershult
Nils Douglas Rosenquist af Åkershult, född den 12 april 1893 i Laske-Vedums församling, Skaraborgs län, död den 10 januari 1965 i Stockholm, var en svensk ämbetsman. Han var son till Tomas Rosenquist af Åkershult.
Rosenquist af Åkershult avlade juris kandidatexamen 1917 och genomförde tingstjänstgöring 1917–1918. Han blev amanuens vid Riksförsäkringsanstalten 1919, tillförordnad notarie 1920, aktuarie i Pensionsstyrelsen 1922 (tillförordnad 1921) och byrådirektör där 1937. Rosenquist af Åkershult var byråchef där 1947–1959 (tillförordnad 1945). Han blev riddare av Vasaorden 1940 och av Nordstjärneorden 1949.